# 製薬

OECD各国の人口あたり医薬品消費額

医薬品産業（いやくひんさんぎょう、英: pharmaceutical industry）とは、認可医薬品を創薬、開発、生産、市場販売する一連の産業をさす。医薬品産業には、法的規制や特許権、広告宣伝規制など、様々な法的権利が関わってくる。
とくに製薬（せいやく）とは、医薬品を製造することである。化学工業と関連性がある。その企業は、製薬会社と呼ばれる。製薬会社は研究開発の視点から従業員数が多く、新薬開発には莫大な費用が必要とされるため、製薬企業は大規模な企業であることが多い。近年はバイオテクノロジー（生物工学）の発展を背景に、その技術を応用した創薬に力を入れている企業も多い。
医薬品産業は医療と密接に関わっており、世界的な高齢化と人口増加により医薬品の需要が高まっている。世界の医薬品市場規模は1兆4,823億ドル（約200兆円）といわれており、一番大きい市場はアメリカ合衆国で、欧州5カ国、中国、日本。そのうち日本の医薬品市場規模は約9.9兆円となっている。

## 歴史

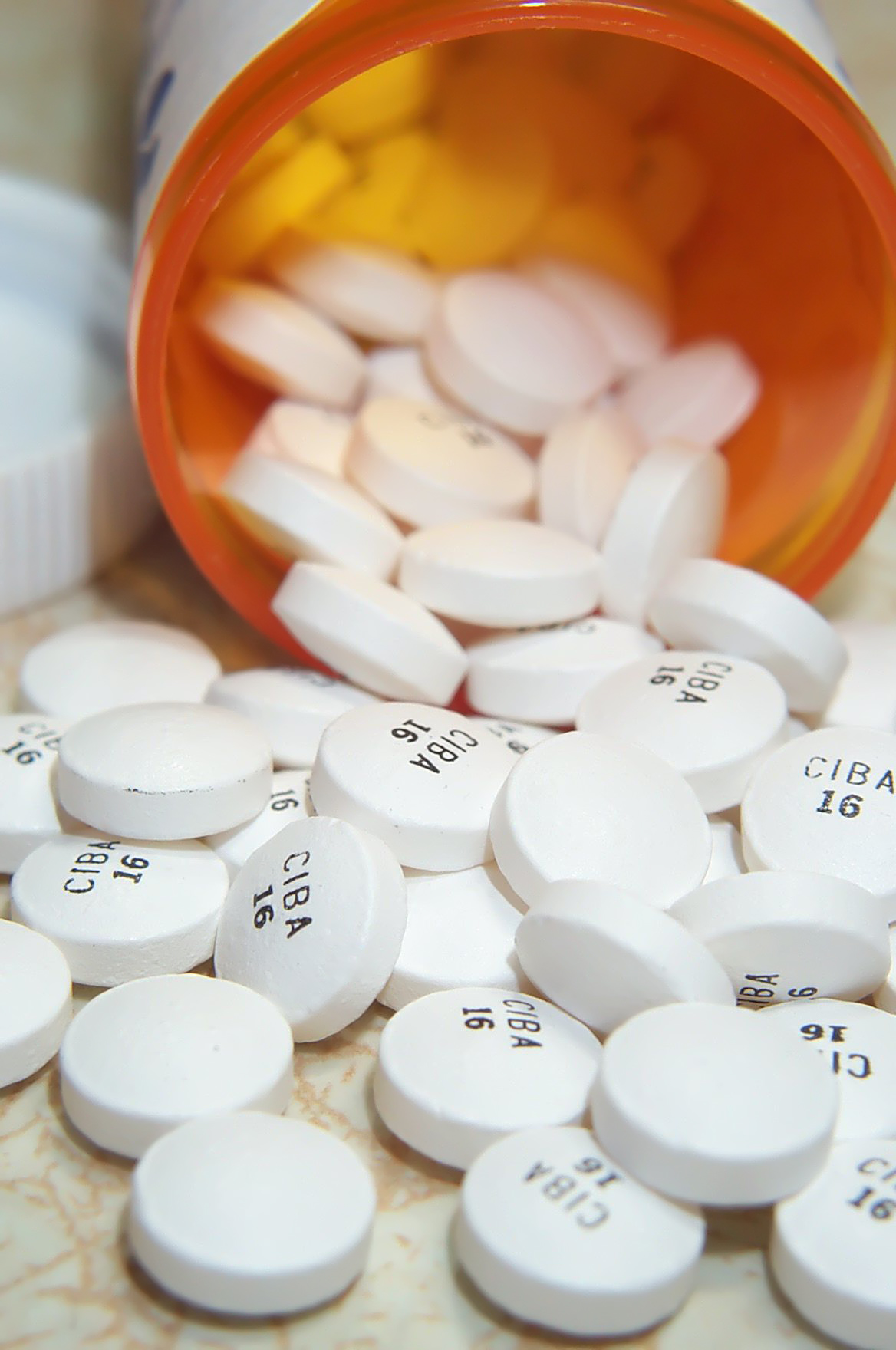
製造された医薬品の例（錠剤）

古代の医薬は主に植物成分に由来するもので、紀元前2100年頃の楔形文字による記録によればシュメール人はジャコウソウや白洋ナシの木の根などを処方していた。
ルネサンス期にはヨーロッパ全域で薬草園が作られるようになり、アメリカやインドなどからは海上交易路を通して多くの薬草がヨーロッパにもたらされた。しかし、ルネサンス期までは分離精製技術が未発達であったため薬草が主たる医薬品であった。
18世紀になると近代科学は急速に進歩した。有機化学の分野ではフリードリヒ・ヴェーラーが有機化合物である尿素を合成したことが大きな進歩をもたらし、以後、多くの有機化合物が発見・合成された。
19世紀終わり頃になると製薬産業が勃興し、染色産業からの副産物をもとに医薬品が製造されるようになり（例としてアニリン染料から誘導されたアセトアニリド）、ドイツやスイスが有機化学と合成医薬品の分野で最先端の国となった。こうして20世紀までにサリチル酸やアセチルサリチル酸（アスピリン）などの数種の純粋な合成医薬品が製造されるようになった。

## 産業特色
製薬産業は、主に次の4つの特徴を持つ。
- 生命に密接に関連した産業であること。
- 多種品目・少量生産の産業であること。
- 研究開発指向の産業であること。
- 付加価値の高い知識集約型の産業であること。

産業の特徴は上記以外にも様々な意見があるが、製薬が病気を治し、生命を救う意義を持つことが第一義である。20世紀において、人類を最も幸せにしたものは医薬品（特に抗生物質）であると言われている。

### 社会への貢献
製薬産業は、病気治療、生命維持、クオリティ・オブ・ライフの向上といった面で大きな役割を果たしている。
具体的には、
- 治療方法のなかった病気や難病の治療法を確立したこと
結核や天然痘などの感染症、骨髄移植、臓器移植など
- 病気の予防
各種予防接種や小児麻痺など
- 重症患者の生命維持
生命維持装置、完全栄養補給など
- 症状のコントロールを可能にしたこと
糖尿病、高血圧症、高脂血症など

といったことで社会的に貢献しており、今後も難病といわれる悪性腫瘍や中枢神経系の疾患、アレルギー症状などにおいて、治療法や予防法を確立することが期待されている。
また、それまでは治療費の掛かる病気であったものを、新薬の登場により治療費を激減させるなど、金銭面でも多大な貢献を果たしている。

## 医薬品発売までの流れ
| ステージ                | 関連基準                                                                 |
| ----------------------- | ------------------------------------------------------------------------ |
| 創薬                    |                                                                          |
| 非臨床試験 （動物実験） | Good Laboratory Practice（GLP）                                          |
| 治験 （臨床試験）       | Good Clinical Practice（GCP）                                            |
| 承認                    | #規制機関                                                                |
| 製薬                    | Good Manufacturing Practice（GMP）                                       |
| 品質管理                | Quality Management System（QMS省令）と、Good Quality Practice（GQP省令） |
| 出荷卸販売              | Good Vigilance Practice（GVP省令）                                       |

### 研究開発
新薬開発を行うには莫大な研究開発費用が必要とされる。
新薬を研究開発し、発売するために必要なコストは数百億円といわれる。2001年のタフツ大学の発表によると、1990年代のアメリカでのデータを元に試算した結果、世界的な製薬企業が1つの新薬を発売するために必要な研究開発コストは、1,000億円に達するとされる。この金額は発売されなかった新薬の研究開発費用も含めた金額である。しかし、これほどまでに多額の費用を投じて新薬を開発しても、発売されるまでに安全性や有効性、品質に対する検査が行われるため、結局製品化されないものも多い。
そのため、製薬業界の対売上高研究開発比率は全産業中最も高く、全産業の平均が3%なのに対して、製薬業界では8%を超える。このことは製薬業界の研究開発指向を示唆するが、反面、充分な研究開発を行うためにはそれに見合う利益率を確保することが重要となっており、製薬業界の利益率は他産業と比較して総じて高い水準となっている。

### 新薬開発の現状
これまでの製薬の特徴は有機合成や発酵、動植物からの抽出などによって得られた物質を分析、研究して新薬の元となる成分を探して来ることであったが、この方法では新薬創出には限界があることは以前から指摘されていた。そのため、現在ではゲノムプロジェクト等によって解析されたヒトの遺伝子情報を元に、バイオテクノロジーを応用して新薬を研究、開発することが主流となっている。
また、これらの遺伝子情報は、遺伝子治療や再生医療といった新たな分野の医療にも役立つと考えられており、現在は既に実用段階の治療方法も確立されつつある。
新薬開発には、日本の場合は俗に、基礎研究に2～3年、動物実験（非臨床実験）に3～５年、臨床実験に3～7年、承認申請に１年かかると言われる。そのため、早くとも10年以上かかるとされ、その間にもその薬がないために亡くなる患者がいることや創薬ベンチャー等が資金面で開発を断念せざるをえなくなることもあることから、この10年が「死の谷」という言い方をされることもある。

## 製薬会社
世界規模で見ても、それぞれの国において伝統的な薬業に立脚した企業、第二次世界大戦後に誕生した企業など、様々ある。しかし、近年は世界的に製薬業界の大再編が起こっており、欧米のメジャー企業が世界で買収合戦を繰り広げ、日本企業の中にも、これら欧米系に買収されるケースが出てきている。
そうした状況を受け、日本国内でも、欧米系に対抗すべく、企業の大規模な再編が進んでいる。その中で目立つのは、“病衆分離”ともいうべき動きで、それまでは医療用（病院薬）と大衆薬の両方を扱うメーカーが多かったのが、医療用の会社と大衆薬の会社を分ける場合が目立っている（山之内製薬と藤沢薬品工業→アステラス製薬（医療用）とゼファーマ（大衆薬、現第一三共ヘルスケア）、三共と第一製薬→第一三共（医療用）と第一三共ヘルスケア（大衆薬）、中外製薬→大衆薬部門をライオンに譲渡、エスエス製薬→医療用部門を久光製薬に譲渡、武田薬品工業→大衆薬部門を武田コンシューマヘルスケア（現アリナミン製薬）として分割、など）。
製薬会社は自社開発した薬の特許収入により収益を得ることができ、ブロックバスターの開発に成功すれば市場を独占することも可能である。しかし研究開発には莫大な資金が必要なため、薬価の改定などで開発費の回収が困難となったり新薬を開発する前に収益の柱となっていた薬の特許が切れてジェネリック医薬品が出回り経営が悪化する例も多い。
なお、世界的にも通用する医薬品を数多く有するメガ・ファーマ以外に、或る特定の領域に特化した薬を開発するスペシャリティファーマ、医療を支える基礎的な医薬品などを供給するベーシックドラッグファーマ、後発医薬品を専門とするジェネリックファーマ、セルフメディケーションに対応する大衆薬が中心に開発するOTCファーマの5つに分類されることがある。

## 規制機関
- アメリカ食品医薬品局 (FDA)
- 欧州医薬品庁 (EMA)
- 英国医薬品・医療製品規制庁 (MHRA)
- 独立行政法人医薬品医療機器総合機構 (PMDA)

## 販売とマーケティング

### 医療関係者への販路
- 医薬情報担当者(MR)
- 薬価（公定価格）
- 卸売販売業
- 医薬品製造販売業

### 一般消費者への販路
- 薬局・ドラッグストア
- 店舗販売業
- 管理薬剤師 / 登録販売者
- 配置販売業
- 医薬品等適正広告基準

## 日本における製薬

### 法令
製薬工業は日本の医薬品医療機器等法上は、医薬品製造業に分類され、医薬品の製造にあたっては医薬品製造業の許可が必要である。また、製造した医薬品を発売する際には医薬品製造販売業の許可が必要である。

### 日本の製薬業の歴史

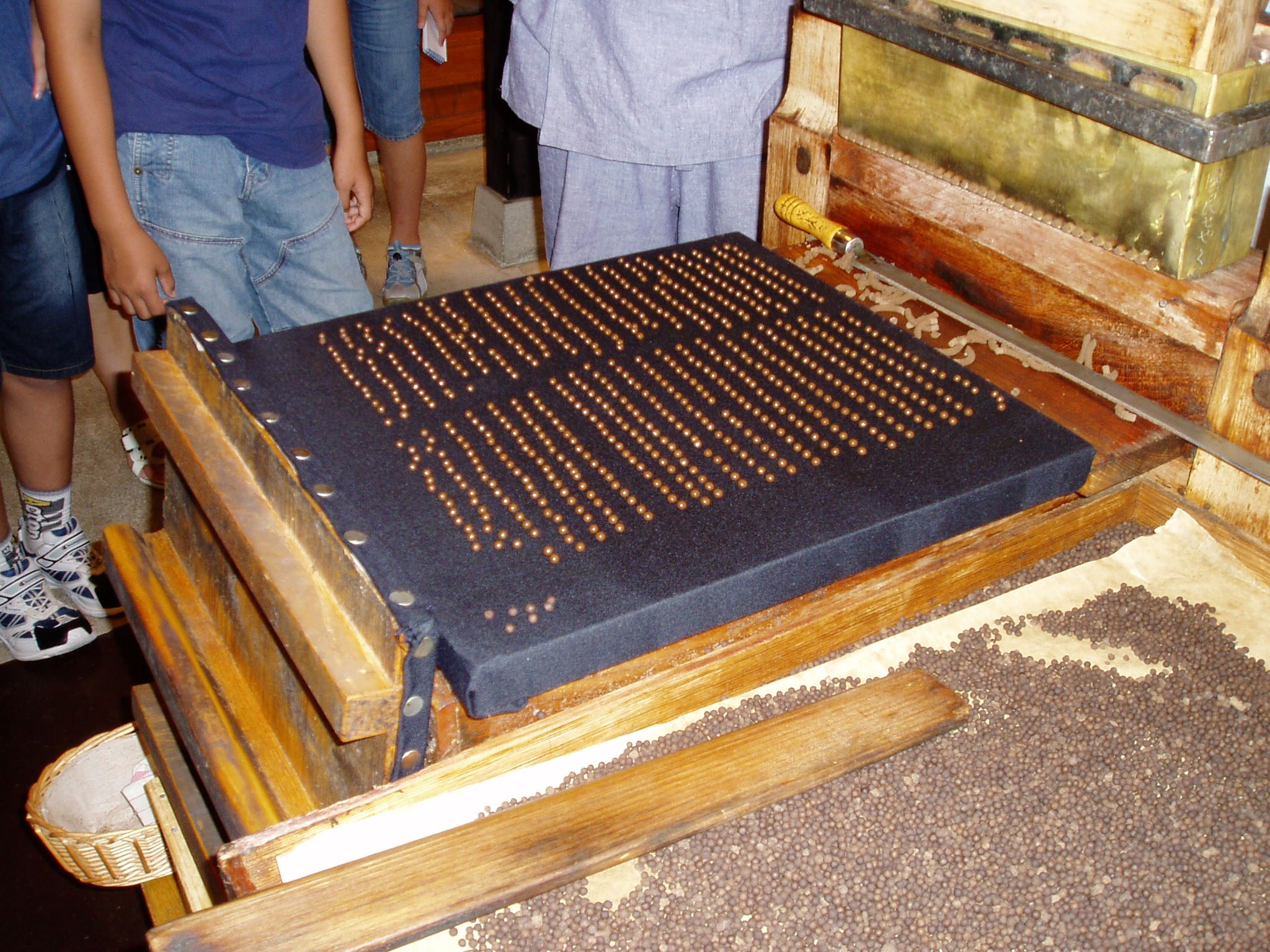
手作業で製造された医薬品

日本の製薬業の歴史は古く、奈良時代には貧民救済施設も兼ねていた施薬院が作られており、正倉院にも当時の中国王朝から輸入したとされる薬物が残っている。しかし、この当時は薬草が薬の中心を成していたため、そのまま服用するか生薬として用いられることが多く、薬は創るものではなく、どちらかというと栽培するものという時代だったと考えられる。現在でも薬草は民間療法で使われたり、薬の原材料になるものもあり、広い意味では製薬に通じる。
続く平安時代に入ってからも薬草が薬の中心を占め、いわば薬草中心時代は長く続くことになる。この頃には輸入書籍によって漢方薬の知識が導入されるようになり、国内でも当時の医学・薬学の集大成ともいえる医心方が編纂されたが、日本で具体的な薬(配合薬)が創られるのは鎌倉時代以後となる。
鎌倉時代から室町時代、安土桃山時代は戦乱の時代であり、戦乱からの貧民救済を行っていた寺社が製薬の主な担い手となり、東大寺の「奇応丸」や西大寺の「豊心丹」などが作られている。また、個々の家で家伝薬とされる和漢薬が創られはじめたのも鎌倉時代からである。この当時に創られた家伝薬としては「三光丸」や「宇津の秘薬」があり、三光丸を作る三光丸本店は鎌倉時代から続く現在日本で最も古い製薬企業とされ、宇津の秘薬はその後宇津救命丸と名前を変えてはいるが、こちらも安土桃山時代から続く製薬企業となっている。
小規模な家単位で創られていた薬が、全国規模で創られるようになったのは江戸時代からとされる。江戸時代は漢方薬を中心として、日本独自の漢方医学が普及し、薬学としての本草学も発展。人口増加や流通網の整備もあり、薬の需要と製造が増した。この頃に紫雲膏や中黄膏、七ふく、龍角散、樋屋奇応丸、百毒下しといった薬が作られている。現在でも続く七ふく製薬と龍角散、樋屋製薬はこの同名の薬を創業の端緒としている。
商業として製薬業が発展したのも江戸時代からであり、各地で独自に薬を作っていた薬種商が大阪の道修町に集まり、薬種中買仲間（株仲間の一つ）として組織され、輸入漢方薬の流通を一手に引き受け、日本の薬業の中心地として栄えた。道修町は現在でも大手製薬メーカーの本社が軒を連ねるなど、「薬の町」として知られる。ここに本社を置く（あるいは置いていた）武田薬品工業や田辺三菱製薬、塩野義製薬、小野薬品工業といったメーカーはこの当時から続く老舗の大手メーカーである。
また、富山の売薬に代表される配置販売業もこの頃から急速に全国に広まった。富山の売薬以外にも、大和売薬、近江売薬、田代売薬が有名であり、田代売薬をルーツとする久光製薬や、近江売薬をルーツとする武田テバ薬品など配置販売業をルーツとするメーカーも多い。
その後、江戸時代中期以降に蘭学が導入されると、『解体新書』に代表される多くの西洋医学書が翻訳・出版されたり、適塾や鳴滝塾などの私塾が各地で開設されるなど、西洋医学の知識が入ってくるようになる。
明治維新後は、積極的に西洋医学の導入に努め、製薬学科の設立や日本薬局方の制定をはじめとして、医薬制度の整備・運営も行われるようになった。しかし、それまでは薬の輸入販売が中心であったため、第一次世界大戦で薬の輸入が途絶してしまうと、軍事的な側面から製薬の国産化が急務とされ、その結果、道修町にも新薬メーカーが次々と設立され、アスピリンなどの医薬品合成を行うようになり、日本の製薬業は合成化学を基礎に近代的な発展を始めた。
しかし、今日的な意味で製薬業が発展したのは第二次世界大戦以後のことであり、感染症に効く画期的な抗生物質であったペニシリンや、結核の特効薬であるストレプトマイシンの国産化がその端緒となっている。ペニシリンやストレプトマイシンは化学合成ではなく、培養によって大量生産される薬であったため、発酵・醸造技術を持つ食品メーカーが主な役割を担い、それが契機となり現在でも製薬事業を行っているメーカーも多い。明治製菓や協和発酵キリンなどがその代表例である。
その後、1961年に導入された国民皆保険制度により、国民が医療機関で診療を受けやすくなり、医師の処方箋を必要とする医療用医薬品の需要が高まり、急成長する。それまでは大衆薬（OTC医薬品）の販売が主流であったが、1960年代に製薬業・医療機関ともに技術革新や新技術の導入、販売促進強化などを行ったために医療用医薬品の生産金額が急速に伸び、1970年代初めには1兆円産業に成長し、現在までの製薬業の発展に寄与している。
一方で、世界の売上上位300品目における日本で開発された医薬品は1990年の53種から年々落ちて2021年には24種、2022年の医薬品貿易収支は輸入5.8円、輸出1.1兆円と大幅赤字となっている。2024年、政府は医薬品を日本の成長を担う基幹産業と位置付け、国内外から投資・人材を呼び込み、そのための体制づくりを進めるとした。

### 日本の製薬企業
日本の製薬企業の売上規模は、世界的な企業と比較して相対的に低い水準にとどまっている。たとえば、国内最大の売上げを誇る武田薬品工業は、世界規模ではトップ10にも入れていないのが実情である。これは日本の製薬企業数が2,000社を超えており、裾野が広いために売上げの上位集中度が低くなっていることや、研究開発費用が相対的に低く、世界的な新薬が少ないことなどが原因とされているが、外資系メーカーの国内進出や買収が活発であることから、今後は内資系メーカーの国際競争力や資本強化が急務とされており、大型合併なども続いている。

### 日本の業界団体
- 日本製薬工業協会
- 日本医薬品卸業連合会

## 統計

### 製薬会社 売上高ランキング（世界市場）
データはセジデム・ストラテジックデータ株式会社（CSD公式）ユート・ブレーン事業部の調査、発表に基づき上位20社を掲載。
為替レートはいずれも12月末のレートで換算/前期比は決算通貨に基づく。原則として医療用医薬品、造影剤、ワクチン、ロイヤリティの売上を集計。詳細非公表のメーカーはOTCや診断薬を含む。中外製薬以外の日本のメーカーは3月期決算の数字。テバ製薬工業は「Teva Pharmaceutical Industries」の日本語訳

| 順位 | メーカー名                      | 本社所属国     | 売上高（百万ドル） |
| ---- | ------------------------------- | -------------- | ------------------ |
| 1    | ファイザー                      | アメリカ合衆国 | 57,747             |
| 2    | ノバルティス                    | スイス         | 47,925             |
| 3    | メルク（MSD）                   | アメリカ合衆国 | 41,289             |
| 4    | サノフィ                        | フランス       | 40,607             |
| 5    | ロシュ                          | スイス         | 36,439             |
| 6    | グラクソ・スミスクライン        | イギリス       | 34,293             |
| 7    | アストラゼネカ                  | イギリス       | 32,981             |
| 8    | ジョンソン＆ジョンソン          | アメリカ合衆国 | 24,368             |
| 9    | イーライ・リリー                | アメリカ合衆国 | 22,608             |
| 10   | アボット・ラボラトリーズ        | アメリカ合衆国 | 22,435             |
| 11   | ブリストル・マイヤーズ スクイブ | アメリカ合衆国 | 21,244             |
| 12   | 武田薬品工業                    | 日本           | 17,556             |
| 13   | テヴァ製薬産業                  | イスラエル     | 16,689             |
| 14   | アムジェン                      | アメリカ合衆国 | 15,582             |
| 15   | ベーリンガー・インゲルハイム    | ドイツ         | 13,976             |
| 16   | バイエル・ヘルスケア            | ドイツ         | 13,774             |
| 17   | アステラス製薬                  | 日本           | 12,523             |
| 18   | ノボ・ノルディスク              | デンマーク     | 11,557             |
| 19   | 第一三共                        | 日本           | 11,535             |
| 20   | 大塚ホールディングス            | 日本           | 10,106             |

### 製薬会社 売上高ランキング（日本市場）
データはIMSジャパン（IMS公式）、国内トップライン市場データ・2012年医薬品市場統計－売上データに基づき上位20社を掲載。
売上金額は販社レベル（Distributorレベル）にて集計。
| 順位 | メーカー名                | グローバル本社所属国 | 売上高（百万円） |
| ---- | ------------------------- | -------------------- | ---------------- |
| 1    | 武田薬品工業              | 日本                 | 712,715          |
| 2    | アステラス製薬            | 日本                 | 646,254          |
| 3    | 第一三共                  | 日本                 | 516,170          |
| 4    | 田辺三菱製薬              | 日本                 | 406,899          |
| 5    | 中外製薬 (ロシュグループ) | スイス               | 398,973          |
| 6    | メルク（MSD）             | アメリカ合衆国       | 394,971          |
| 7    | ノバルティス              | スイス               | 390,058          |
| 8    | エーザイ                  | 日本                 | 350,429          |
| 9    | ファイザー                | アメリカ合衆国       | 335,899          |
| 10   | グラクソ・スミスクライン  | イギリス             | 309,775          |
| 11   | 大塚製薬                  | 日本                 | 273,723          |
| 12   | サノフィ                  | フランス             | 271,380          |
| 13   | 協和発酵キリン            | 日本                 | 233,358          |
| 14   | アストラゼネカ            | イギリス             | 226,034          |
| 15   | 大日本住友製薬            | 日本                 | 201,625          |
| 16   | 塩野義製薬                | 日本                 | 192,888          |
| 17   | バイエル薬品              | ドイツ               | 189,776          |
| 18   | 日本イーライ・リリー      | アメリカ合衆国       | 185,002          |
| 19   | 小野薬品工業              | 日本                 | 165,008          |
| 20   | アボットジャパン          | アメリカ合衆国       | 139,490          |